# Grallaricula
Grallaricula (dwergmierpitta's) is een geslacht van vogels uit de familie Grallariidae (mierpitta's). Het geslacht telt tien soorten.

## Soorten
- Grallaricula cucullata  – Roodkapdwergmierpitta
- Grallaricula cumanensis  – Sucredwergmierpitta
- Grallaricula ferrugineipectus  – Noordelijke roestborstdwergmierpitta
- Grallaricula flavirostris  – Okerborstdwergmierpitta
- Grallaricula leymebambae  – Zuidelijke roestborstdwergmierpitta
- Grallaricula lineifrons  – Chapmans dwergmierpitta
- Grallaricula loricata  – Schubborstdwergmierpitta
- Grallaricula nana  – Grijskapdwergmierpitta
- Grallaricula ochraceifrons  – Okerkapdwergmierpitta
- Grallaricula peruviana  – Piuradwergmierpitta